# Pierce-Arrow (motorfiets)
| Pierce Arrow 680 cc uit 1911.                     |
| Pierce bouwde de eerste Amerikaanse viercilinder. |

Pierce-Arrow is een historisch merk van motorfietsen uit de Verenigde Staten. De motorfietsen werden gebouwd door de Pierce-Arrow Motor Car Company uit Buffalo, New York van 1909 tot 1913. Pierce-Arrow was daarnaast ook een auto- en vrachtwagenmerk.

## Geschiedenis
Het Amerikaanse merk Pierce-Arrow bouwde interessante motorfietsen met 2¾- en 4 pk motoren, maar bestond slechts enkele jaren. Het was eerst een rijwielfabriek, die eigendom was van George Pierce, maar hij droeg het bedrijf in 1908 over aan zijn zoon Percy.
Die bracht van een reis door Europa een FN viercilinder motorfiets mee. Hij liet zich wel door deze machine inspireren, maar maakte geen kopie. De Pierce Arrow viercilinder was een 600 cc zijklepper met zeer dikke framebuizen die als olie- en benzinetank dienstdeden. Het motorblok was bovendien dragend deel van dit frame. De cardanaandrijving van de FN werd vervangen door een ketting. In 1910 volgde een verbeterde versie met koppeling en versnellingsbak maar er werd ook een 592 cc eencilinder gebouwd met dezelfde frameconstructie. Hoewel de machines vrij duur waren werden ze toch redelijk verkocht. Desondanks kwam Pierce in financiële problemen en ging in 1913 failliet.